# Parque nacional Tinfunqué
El Parque nacional Tinfunqué (también llamado Tinfunké) es una área protegida de Paraguay. Protege el ecosistema del Chaco húmedo como también a los sitios históricos de la Guerra del Chaco (1932 - 1935) entre Paraguay y Bolivia. 
El área protegida delimitada se encuentra asentado sobre propiedades privadas, que son principalmente estancias ganaderas, por lo que estrictamente hablando Tinfunqué no es un Parque Nacional, ya que el estado paraguayo no es dueño de la mayoría de las tierras, sino más bien es una Reserva de recursos manejados.  
Esto significa que es una reserva natural que limita el uso de sus recursos, pero permite la actividad económica productiva, por lo que son los mismos propietarios de las estancias los que se encargan de mantener un nivel aceptable de conservación medioambiental. 

## Toponimia
Su nombre proviene de la palabra Tinjoqee, que en lengua indígena Nivaclé tiene como significado "aguada natural" o "pozo bebedero", refiriéndose a un lugar natural donde las personas y animales pueden beber el agua acumulada, algo así como una laguna o pantano, ya que la zona del parque es una gran planicie que se suele inundar en épocas de lluvia.
Aunque otros autores afirman que en realidad es una palabra de origen Toba, que significa: "Pradera donde hay abundancia de animales", haciendo referencia a que es una buena zona para cazar.

Sea como fuere, ambas palabras denotan la relación y el conocimiento que tienen los pueblos indígenas desde tiempos inmemoriales con la naturaleza del lugar, que es una amplia llanura inundable con abundante fauna y flora.

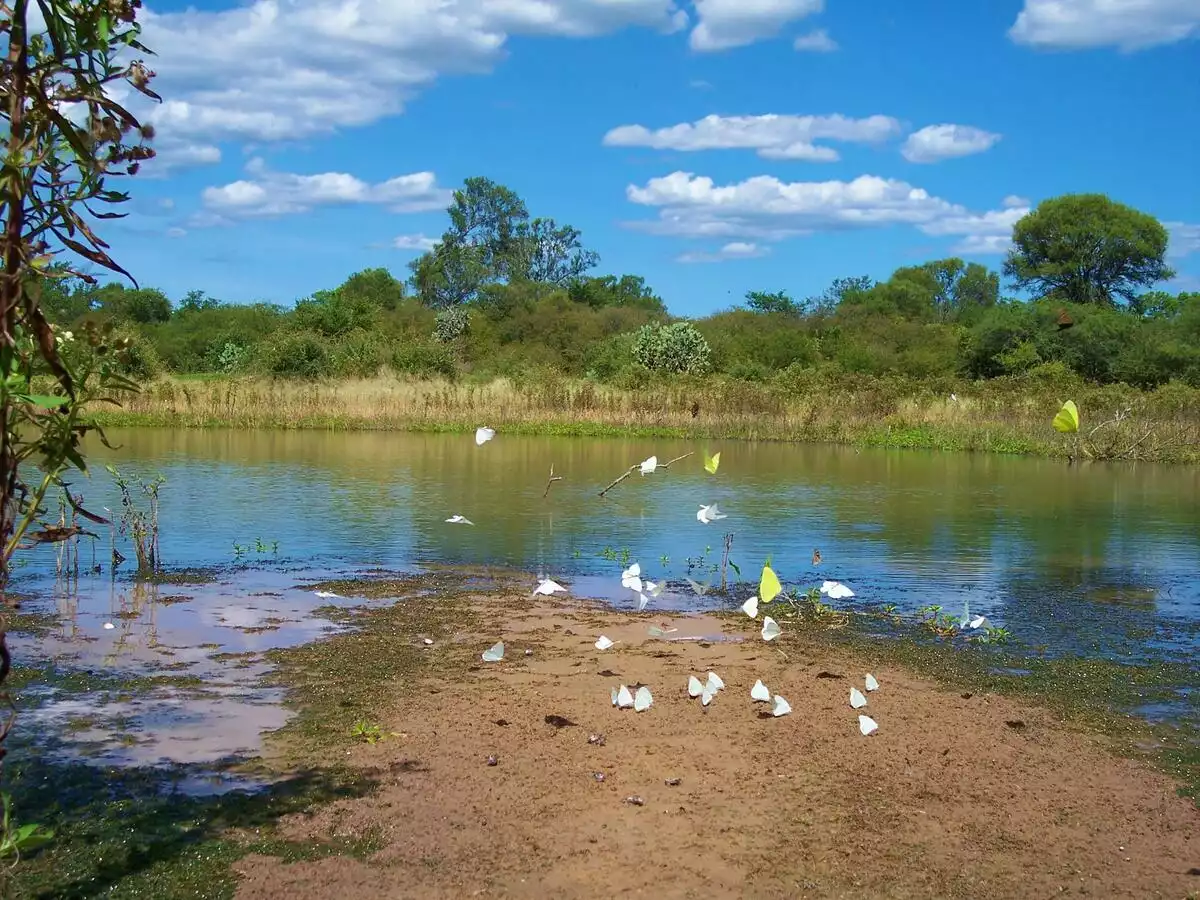
Laguna formada por las inundaciones en el parque.

## Historia
Desde 1905 Bolivia empezó a ocupar discretamente el Chaco Boreal, que en ese entonces estaba en disputa con Paraguay, creando pequeños fuertes militares conocidos como "fortines".
En el año 1924, militares bolivianos fundaron el Fortín Tinfunqué en la actual ubicación del parque, en el contexto previo a la Guerra del Chaco (1932 - 1935).
En 1938 con la firma del Tratado de paz, amistad y límites entre Bolivia y Paraguay, toda la zona de Tinfunqué quedó definitivamente dentro del territorio paraguayo.
El Parque Nacional Tinfunqué fue creado el 4 de mayo de 1966 por Decreto n.º 18.205. Y cuenta con una superficie de 241.320 hectáreas.
En el año 1995 fue declarado como un sitio RAMSAR, para dar reconocimiento internacional a la zona del parque y así mejorar la protección de los animales que habitan en los humedales de esta región, especialmente las aves acuáticas.
El 30 de noviembre de 2016 Tinfunqué fue recategorizado, pasando de parque nacional a la categoría de Reserva de Recursos Manejados.

## Fauna
Esta reserva natural es muy importante para la reproducción y preservación de la fauna silvestre de la zona de la cuenca del Pilcomayo.
Algunas especies que habitan en el parque son: 
- Taguá o Pecarí Chaqueño (Catagonus wagneri)
- Pato aliverde (Amazonetta brasiliensis)
- Garza silbadora (Syrigma sibilatrix)
- Cigüeña de cabeza pelada (Mycteria americana)
- Guasu Pukú o ciervo de los pantanos (Blastocerus dichotomus)

- Mboreví o Tapir (Tapirus terrestres)Tapir o mboreví en el Parque Nacional Tinfunqué.

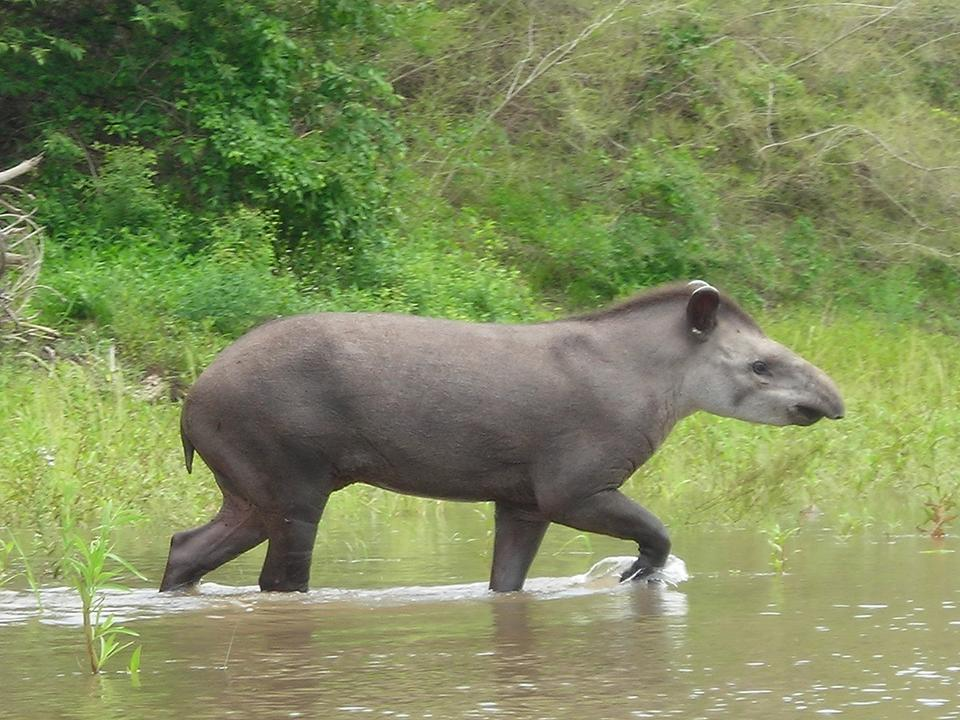
Tapir o mboreví en el Parque Nacional Tinfunqué.

- Aguará guasú o lobo de crin (Chrysocyon brachyurus)
- Jaguareté (Panthera onca).[6]

## Clima

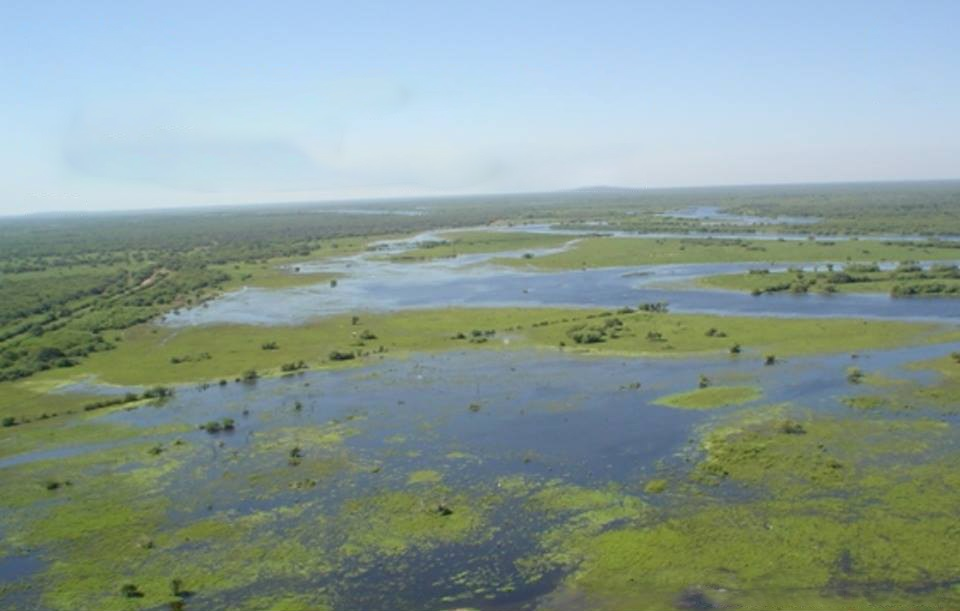
Humedales formados por las lluvias en el Parque Nacional Tinfunqué.

Según la clasificación Köppen, el clima de esta zona se puede clasificar como subtropical húmedo, presentando mínimas de -5 °C en invierno y máximas de 45 °C en verano. El invierno se caracteriza por ser muy seco y el verano por ser húmedo y con lluvias.

## Transporte
Se puede llegar a través de la ruta PY12 "Vicepresidente Sánchez", que pasa por el medio del territorio parque, abarcando desde el km 218 hasta el km 360 de la misma. Aunque actualmente gran parte de los caminos de la zona son de tierra y están en muy mal estado, y en época de lluvias los caminos se inundan y se vuelven prácticamente intransitables, por lo que el acceso al parque es muy complicado.

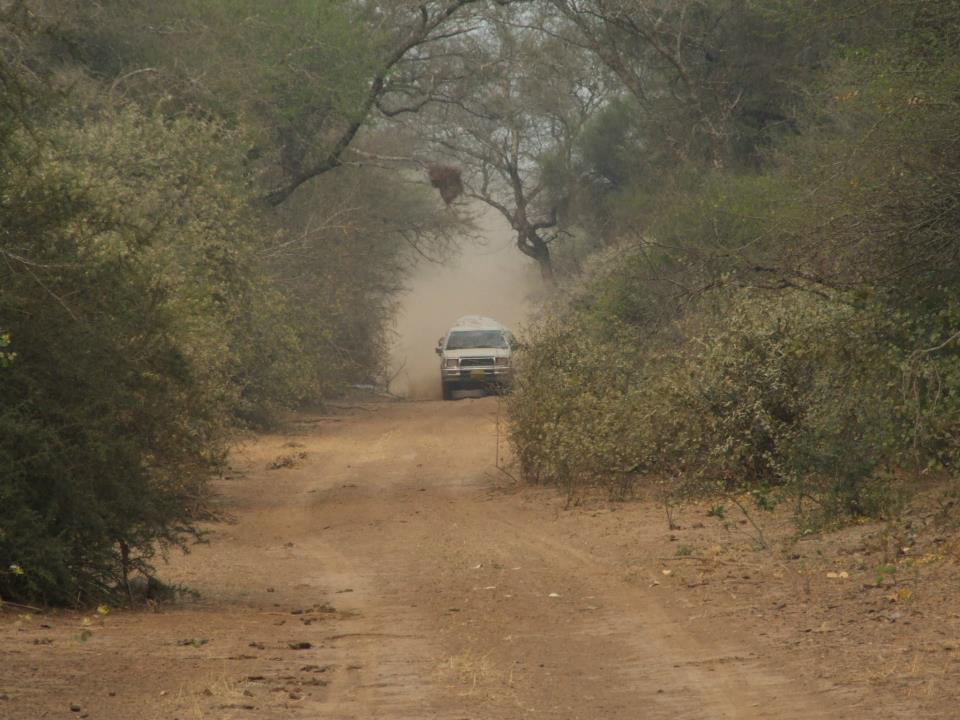
Camino de tierra dentro del Parque.

## Demografía
Dentro del territorio del parque se encuentran propiedades privadas, estancias y algunas poblaciones como:
- La verde

- Fortín Teniente Rojas Silva

- Teniente Esteban Martínez

- Fortín Cabo Primero Cano